# Loraine, Texas
Loraine là một thị trấn thuộc quận Mitchell, tiểu bang Texas, Hoa Kỳ. Năm 2010, dân số của thị trấn này là 602 người.

## Dân số
- Dân số năm 2000: 656 người.
- Dân số năm 2010: 602 người.